# NGC 3721
NGC 3721 ist eine linsenförmige Galaxie vom Hubble-Typ S0-a im Sternbild Becher am Südsternhimmel. Sie ist schätzungsweise 272 Millionen Lichtjahre von der Milchstraße entfernt.
Das Objekt wurde im Jahre 1886 von Francis Leavenworth entdeckt.